# Якубович-Ясный, Виктор Вячеславович
Виктор Вячеславович Якубович-Ясный (1898—1973, Москва) — советский организатор кинопроизводства, директор Всесоюзного государственного института кинематографии (1938—1940).

## Биография
По национальности — поляк. Член ВКП(б) с 1917 года.
С июня 1938 по октябрь 1940 года работал директором Всесоюзного государственного института кинематографии.
31 октября 1940 года снят с должности, в ноябре 1940 года арестован, осуждён на 10 лет. Прошел Бутырскую тюрьму, лагерь и штрафные военные подразделения.
В сентябре 1942 года призван в РККА. С января 1943 года на фронте на Орловском направлении, был ранен.
С августа 1944 года служил в 78-м отдельном армейском рабочем батальоне 5-й гвардейской армии 1-го Украинского фронта. За работу на сеноуборке на территории Винницкой области, а также на отправке воинских эшелонов 5-й гвардейской армии получил от командования две благодарности и подарок. Был агитатором, на территории Германии и Польши работал по линии «Смерша», выявляя злоупотребления. 30 октября 1945 года награждён медалью «За боевые заслуги».
Умер в 1973 году. Похоронен на Новодевичьем кладбище.

## Семья
- Сын — Одиссей Викторович Якубович-Ясный (1925—2001), киновед.

- Сын – Спартак Викторович Якубович-Ясный

- Дочь — Элеонора Викторовна Якубович-Ясная (Будур) (1939—2022)